# Le Teich
Le Teich é uma comuna francesa na região administrativa da Nova Aquitânia, no departamento da Gironda. Estende-se por uma área de 87,98 km². Em 2010 a comuna tinha 8 378 habitantes (densidade: 95,2 hab./km²).